# Лом (Нижегородская область)
Лом — деревня в Богородском районе Нижегородской области. Входит в состав Каменского сельсовета.

## География
Располагается близ реки Модан. Находится в 30 км от Богородска и в 48 км от Нижнего Новгорода

## История
В «Списке населенных мест» Нижегородской губернии по данным за 1859 год значится как владельческая деревня при речке Модане с одним заводом в 45 верстах от Нижнего Новгорода. В деревне насчитывался 141 двор и проживало 733 человека (320 мужчин и 413 женщин).
С 1905 до 1975 года в деревне функционировала школа. В 1940-х годах во время пожара выгорела большая часть построек, в следвии чего в настоящее время преобладают дома 1947-1948 года постройки.

## Население
| 1999 | 2002 | 2010 |
| ---- | ---- | ---- |
| 46   | ↗48  | ↘31  |

Национальный состав
Согласно результатам переписи 2002 года, в национальной структуре населения русские составляли 100 % из 48 человек..